# با آخرین نفس‌هایم (کتاب)
با آخرین نفس‌هایم کتاب خاطرات لوئیس بونوئل کارگردان اسپانیایی است. این کتاب نخستین بار با نام «آخرین نفس‌هایم» (Mon dernier soupir) در سال ۱۹۸۲ به زبان فرانسوی منتشر شد. کتاب در سال ۱۹۸۳ در آمریکا با نام «با آخرین ناله‌هایم» (as my last sigh) منتشر شد و در سال ۱۹۸۴ در بریتانیا با نام «آخرین نفس‌هایم» (My Last Breath) در  ۲۱ فصل منتشر شد. بونوئل در کتاب ذکر کرده که او نویسنده نیست و تنها با تشویق دوست و همکارش ژآن کلود کاریر این کتاب را نوشته است. در ایران این کتاب با نام با آخرین نفس‌هایم در سال ۱۳۷۱ با ترجمه علی امینی نجفی منتقد سینما و مترجم (زاده ۱۳۳۴) منتشر شد او در سال ۱۳۸۷ این کتاب را با افزودن سه پیوست در سایت رادیو زمانه منتشر کرد.